# ماركوس جوردن
ماركوس جوردن (24 ديسمبر 1990 بشيكاغو في الولايات المتحدة - ) (بالإنجليزية: Marcus Jordan) هو لاعب كرة سلة أمريكي في مركز مدافع مسدد الهدف. لعب مع UCF Knights men's basketball ‏.

## وصلات خارجية
- ماركوس جوردن على موقع كلية كرة السلة في سبورتس رفرنس.كوم (الإنجليزية)
- ماركوس جوردن على موقع ريلجم (الإنجليزية)
- ماركوس جوردن على موقع بروبوليرز (الإنجليزية)